# تبسم عدنان
تبسم عدنان (بالأردي -Tabassum Adnan) (مواليد 1977) ناشطة باكستانية في مجال حقوق المرأة من وادي سوات. فازت بجائزة «جائزة نساء الشجاعة الدولية» لعام 2015 من قبل وزارة الخارجية الأمريكية لجهودها في السعي لتحقيق العدالة للنساء الباكستانيات.

## السيرة الشخصية
وُلدت تبسم عدنان عام 1977 ونشأت في وادي سوات في باكستان. كانت طفلة عروس في الثالثة عشرة من عمرها، وهي أم لأربعة أطفال وضحية للعنف المنزلي، عندما طلقت زوجها منذ 20 عامًا. وجدت نفسها بلا مأوى وبدون وسائل دعم،  وحضرت عدنان برنامج تمكين المرأة الذي تديره مجموعة مساعدات محلية. ألهمتها على العمل لتغيير قدرة المرأة على المشاركة في عمليات صنع القرار. في البداية اقتربت من السيد سوات أمان جيرغا الرئيسي، لكنها رفضت.  تعتبر جرجس مجالس قضائية تقليدية غير رسمية تطبق قوانين القصاص، وقوانين العقوبة،  وعلى الرغم من أنها لا تهدف إلى الاستعاضة عن الأنظمة القضائية الرسمية أو إجراءات الشرطة، إلا أن قرارات كبار السن تحظى باحترام اجتماعي وغالبا ما تؤثر على القضاء.
في مايو 2013، بدأت عدنان جولتها الخاصة، وهي أول دورة تديرها نساء في البلاد. تقليديا، تم استخدام النساء في المنطقة كالمتمثلة في تسوية نزاعات الرجال، المتداولة في الزواج من إعفاء ديون، مطالبات الشرف، والعقاب على الجرائم. ولأن النساء لا يتمتعن بالقوة الكافية، أدرك عدنان أن مجموعتها ستحتاج إلى الضغط على السلطات للعمل. تضغط جرجا البالغة من 25 امرأة على الشرطة ونظام المحاكم التقليدي للعمل في الوقت الذي تقدم فيه المساعدة القانونية للضحايا. مجلس خويندو جيرغا، أو مجلس الأخت، بالإضافة إلى توفير دعم العدالة للنساء اللواتي يدافعن عن التعليم المجاني للفتيات؛ حماية صحة المرأة والفتاة؛ التدريب على كل من المهارات المهنية المحلية التقليدية وغير التقليدية؛ التمويل الأصغر وإمكانية وصول النساء إلى مفاوضات السلام والعدالة والتصويت. والقوانين التي تحمي المرأة من العنف،  على وجه التحديد، جرائم الشرف، ومضايقات المهر،  الهجمات الحمضية، والتعذيب. في البداية عارض خويندو جيرغا كلا من رجال الجيرغا الرجال ونشطاء حقوق المرأة البارزين.
في عام 2014 حدث حَدث، والذي غيّر مفهوم الجمهور لمجموعة عدنان. تم اغتصاب طفل وفشلت السلطات في التصرف. نظمت خويندو جيرغا مسيرة احتجاجية تبرز القضية. تم القبض على المشتبه بهم وللمرة الأولى في تاريخ البشتون، طُلب من امرأة، عدنان، أن يجلسوا على الجيرغا الذكور، وأن يساعدوا في إقامة العدل في القضية. منذ الاحتجاج الأول، كررت النساء النجاح  وفي يوليو 2014، كان كل من عدنان وخوندو جيرغا يمارسن الضغط من أجل إقرار قانون يحظر زواج الأطفال. على الرغم من الاحتجاج القوي من قبل العوامل الدينية،  أقرت جمعية السند بالإجماع حظرا على الزواج لأي شخص دون سن الثامنة عشرة وفي ديسمبر 2014، أقرت جمعية البنجاب بالإجماع قرارًا للعمل على تعديل القانون الحالي.
منذ نجاحهم الأول مع الجيرجا للرجال، تمت دعوة عدنان للمشاركة في قضايا أخرى تتناول «قضايا المرأة». على الرغم من أنها لا تزال تتلقى تهديدات تواصل عدنان، حيث تعتقد أن المرأة يجب أن تكون جزءًا من عمليات صنع القرار التي تؤثر على حياتها.   

## الجوائز
في عام 2013، حصلت عدنان على جائزة المدافعين عن حقوق الإنسان،  في عام 2014، كانت مرشحة لجائزة التمكين "N-Peace "،  وفي عام 2015، فازت بجائزة نساء الشجاعة الدولية من وزارة الخارجية الأمريكية.وقد فازت بجائزة نيلسون مانديلا لعام 2016.